# 新迷幻
新迷幻（英语：Neo-psychedelia）也被称为酸性朋克（英语：Acid punk），是一种多样的音乐风格，起源于20世纪70年代，是英国后朋克音乐的产物。这一流派的音乐人从20世纪60年代的迷幻乐中发现了不同寻常的音乐元素并吸取经验，在作品中引入当时的创作方式，或在其基础上进行革新。后朋克时期之后，新迷幻音乐已经逐步发展成了一个更为广泛和国际化的艺术运动，这些音乐人将迷幻摇滚的精神通过新的声音和技术加以运用，形成全新的音乐风格。除此之外，新迷幻音乐还可能包括迷幻流行音乐、丛林流行音乐，以及一些声音经过重度扭曲处理的自由即兴创作或录音实验。到了20世纪90年代早期，英国的另类摇滚浪潮对新迷幻音乐产生了重要影响，进一步催生出梦幻流行和瞪鞋摇滚等其他音乐风格。

## 特点
新迷幻音乐借鉴了20世纪60年代迷幻乐的各种元素。一些人模仿披头士乐队（The Beatles）和早期的平克·弗洛伊德（Pink Floyd）等乐队的迷幻流行音乐，另外一些则采用受飞鸟乐队（Byrds）影响的吉他摇滚乐，或20世纪60年代的自由即兴创作和声波实验。有的新迷幻音乐被明确用来增强致幻药物的使用体验，像同时期的酸浩室音乐一样，以创造一种短暂而虚无缥缈的氛围；另一些乐队则为他们的新迷幻音乐作品配以歌词来表达超现实主义或与政治有关的言论。
作家埃里克·莫尔斯表示，英国与美国的新迷幻音乐有所不同。“美国的新迷幻音乐强调前卫摇滚中神秘而边缘化的一面，以不变的低音做为基底，结合音乐的流逝来突出其质感，从而产生一种沉重的金属氛围，这与英国迷幻乐中浮夸的演唱方式截然不同。”

## 音乐人列表
- Animal Collective[9]
- Apollo Sunshine[10]
- Arctic Monkeys（北极泼猴）[11]
- The Bevis Frond[12] [13]
- The Black Angels[14]
- The Church[12]
- The Dream Syndicate[15]
- Echo & the Bunnymen[12]
- The Flaming Lips[12]
- Guardian Alien[16]
- Robyn Hitchcock[12]
- Mercury Rev[12]
- Oasis（绿洲乐队）[17]
- Ozric Tentacles[18]
- Pond[19]
- Quest for Fire[20]
- Raccoo-oo-oon[21]
- Screaming Trees[22]
- The Soft Boys[12]
- Spacemen 3[12]
- Sparklehorse[23]
- Spindrift[24]
- Stardeath and White Dwarfs[25]
- SubArachnoid Space[26]
- Super Furry Animals[12]
- Tame Impala
- Teardrop Explodes[12]
- The Verve（神韵合唱团）[27]
- Will Z.[28]